# トヨタ・セリカXX
セリカXX（セリカ ダブルエックス、CELICA XX）は、かつてトヨタ自動車が製造・販売していたクーペ型乗用車である。

## 概要
6気筒車である日産・フェアレディZの成功に刺激された北米トヨタディーラーの要望により、4気筒車であるセリカの上級車種として6気筒エンジンを搭載することを主眼に開発された。
当時のアメリカではXの連記が映画の成人指定度合いを示すため、北米向けを含むすべての輸出車はXの連記を避けスープラと命名された。このため「セリカXX」は日本国内専用の車名であったが、1986年のA70型へのフルモデルチェンジで日本国内における車名もスープラに変更され、セリカXXの名称は2代で消滅した。
日本国内の取扱販売店はトヨタカローラ店で、セリカと同様であった。

## 初代 A40/50型（1978年-1981年）
1977年の東京モーターショーにおいて、トヨタ自動車は、コンセプトカーの「トヨタ・CAL-1」を参考出品した。これは、既存のA40型セリカ（4気筒モデル）のリフトバックをベースにピックアップ風の2シーター（後席は折りたたみ式）・ロングノーズ、角形4灯ヘッドランプと後述の専用グリルのデザインを採用。エンジンは、M型直列6気筒を搭載していた。実際にはこのコンセプトカーが、セリカXXをベースにしたもので、翌1978年にセリカの上級車種として登場した。
スタイリングは、A40型セリカのリフトバックのロングノーズ版で、ラグジュアリーな雰囲気を持った高級スペシャルティカーという位置づけである。角型4灯ヘッドランプやカラードウレタンバンパー、ガラス調のリアガーニッシュやBピラーフィニッシャー、七宝調エンブレムを装備し、後の初代ソアラやマークII3兄弟（マークII、チェイサー、クレスタ）などに代表されるトヨタのハイソカーブームへ続くバーガンディーの内装など、装飾による高級感の演出の元祖であり、その3年後に登場する初代ソアラの源流にもなった車種である。エンジンは直列6気筒 2.0L SOHC (M-EU) と2.6L SOHC (4M-EU) が搭載された。
1980年2月に登場するセリカの4ドアセダンモデルであるセリカカムリ（後にセリカの名が取れて完全独立）と同様、フロントグリルの造型に Toyota のTをあしらい、同じモチーフを用いた同社最高級スポーツカー2000GTを彷彿とさせた。日本国内のCMキャラクターにはリック・ジェイソンが起用された。
前期 A40型
グレードは2.0L車 (MA45) が下位から L、S、G の3種、2.6L車 (MA46) が下位から S、G の2種。
クラウンとともにトヨタ初の4速ATが設定される。オーバードライブ設定スイッチはダッシュボードに装備された。1990年代から主流となるオーバードライブ解除スイッチとはインジケーターの点灯ロジックが逆で、設定スイッチをONにすると緑のインジケータが点灯してオーバードライブ段への自動変速が有効になった。
メーカーオプションとしてスライディングサンルーフが用意されたが、開閉は車内の上部に装備した折りたたみ式ハンドル回転による手動式であった。
ステアリングホイールのスポーク裏にもホーンボタンが装備されていた。
後期 A50型
1980年8月にマイナーチェンジ。
リアサスペンションが4リンク/コイルスプリングのリジッドアクスル式からセミトレーリングアーム/コイルスプリングの独立懸架式に変更された。
3ナンバー車は4M-EUに代わり、5M-EU 2.8L SOHCエンジンが搭載された。
センターコンソールを形状変更し、日本製乗用車において普及しつつあったDIN規格のオーディオスペースが、2段新設された。
年表
- 1978年4月-　発売。この車から現在のTOYOTAロゴが使われ始める。
- 1980年8月-　後期型登場。
- 1981年7月-　2代目の登場に伴い販売終了。生産台数は3万9082台[2]。

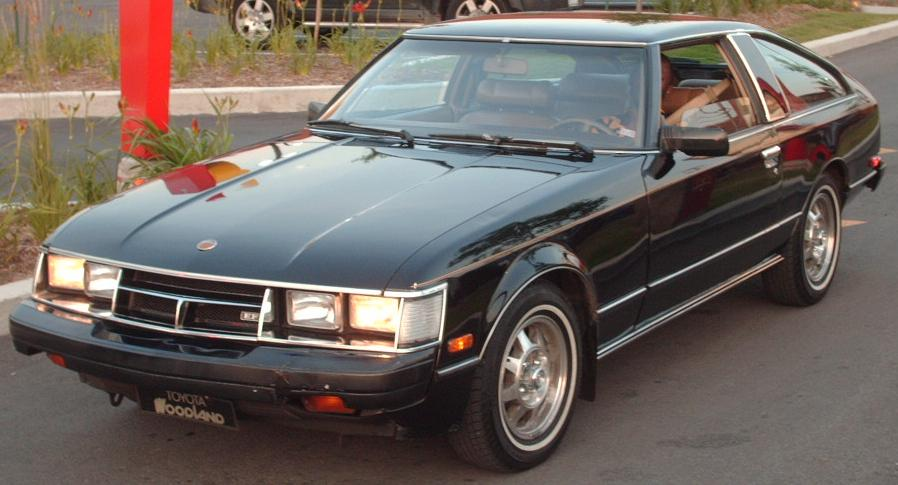
北米仕様

## 2代目 A60型（1981年-1986年）
1981年7月登場。初代がラグジュアリー志向の高級スペシャルティカーであったのに対し、初代のコンセプトを引き継いだソアラが先行して発売されたため、2代目は一転してスポーティ路線へと変更された。CMにはロータス・カーズの創始者であるコーリン・チャップマンを起用し、カタログでも走行性能の高さを前面にアピールしていた。なお、足回りのセッティングをロータスが担当した（ハンドリング・バイ・ロータス）という話は誤りとされていたが、後年になってトヨタから正式にロータスと協力関係にあったことが明かされている（トヨタ自動車公式企業サイト内）。　　
外観は直線を主体としたシャープな造形のボディーと、空力を意識したリトラクタブル・ヘッドライトによるシンプルな顔立ちへと変貌を遂げた。Cd値0.35という空力特性と前面投影面積の小ささで、日本車としては久々となる200Km/hオーバーを記録した（2800GT）。スポーティに振ったキャラクターではあったが装備は充実しており、カローラ店での高級車およびフラグシップカーとしての役割も担っていた。
クルーズコンピューター、ソアラに初採用されたデジタルメーター（2800GTに標準、2000Gにオプション）、オートドライブ、スピードアラーム（オートドライブとの併設は不可）、電子チューナーAM/FMラジオカセットオーディオ（オプション）とウーファー1個、ツイーター2個、スピーカー2個の5オーディオシステムが装備されていた。中でも特筆される装備は2800GTにオプション設定された「クルーズナビコン」で、目的地の方角を入力するとその方角を指し示し、目的地までの距離をコンピューターが算出するという、現代におけるカーナビゲーションシステムの先駆けともいえるシステムであった（クルーズコンピューター、電動式サンルーフとの併設は不可）。バーガンディーの内装設定も引き続き採用され、サンルーフは初代の手動式から電動式に改められた。前期型、後期型共にフロントグリル内にはイエロータイプのフォグランプが標準装備となっている。
週刊少年ジャンプで連載されていた「よろしくメカドック」においては主役車両の１台として登場する。同作中では5M-GEUにツインターボを装着するなど、後の「A70型スープラ2.5GTツインターボ」を先取りしたようなチューニングが施されて活躍した。
前期型
1981年7月発売。エンジンは2800GTにソアラで初採用された直列6気筒 2.8L DOHC (5M-GEU) と2000L、S、Gにクレスタで初採用された2.0L SOHC (1G-EU)を搭載。
1982年2月、直列6気筒 2.0L SOHC ターボ (M-TEU) を搭載するターボS/Gを追加。
1982年8月、直列6気筒 2.0L DOHC 24バルブ (1G-GEU) を搭載する2000GTを追加（2000GTにオプションで195/60R15サイズの60扁平タイヤが用意された）。
上級モデルにはデジタルメーターが採用された（2800GTに標準、2000G、2000Gターボ、2000GTにオプション設定）。
トランスミッションは、2000GTはMTのみ、2000S/GターボはATのみの設定。
前期型は、各色ともテールゲートがブラック塗装されていたのが特徴。
また中央部にバックランプが配置されたテールランプのレンズカットが独特で、滲むような輝きが美しく人気が高かった。
前期型の登場時は国産車のドアミラー装着が認められていなかったことから全車フェンダーミラー装備であったが、1983年に国産車のドアミラー装備が認可された後は前期型もドアミラーに換装されることが多かった。
後期型
1983年8月、マイナーチェンジ。外観の変更はバンパー、フロントウインカーレンズ、ドアハンドルの形状変更。テールランプのデザイン変更、テールゲートおよびリアバンパーのボディ同色化、ドアミラーの標準化。最廉価グレードのLは廃止。5M-GEUは圧縮比アップにより175ps/5,600rpm、24.5kgm/4,400rpmに向上。M-TEUは水冷インタークーラー装着により160ps/5,400rpm、23.5kgm/3,000rpmに向上。
後期型のテールランプは、バックランプが内側、ウインカーが外側に配置され、オーソドックスなデザインとなった。
テールゲートのブラック塗装が廃されボディ同色になったことと、テールランプの意匠が変わったことから、前期型と後期型ではリアスタイルの印象がかなり異なる。
　
1986年2月、販売終了。モデルチェンジにあわせて北米と同じ「スープラ」に名称が変更された。

## 車名の由来
スペイン語で「天の、天空の、神の、天国のような」という意味の celica と「未知数」を表すアルファベットの X を2つ重ねての命名。